# (100851) 1998 HB33
(100851) 1998 HB33 es un asteroide perteneciente al cinturón de asteroides, región del sistema solar que se encuentra entre las órbitas de Marte y Júpiter, descubierto el 20 de abril de 1998 por el equipo del Lincoln Near-Earth Asteroid Research desde el Laboratorio Lincoln, Socorro, Nuevo México, Estados Unidos.

## Designación y nombre
Designado provisionalmente como 1998 HB33. 

## Características orbitales
1998 HB33 está situado a una distancia media del Sol de 2,366 ua, pudiendo alejarse hasta 2,592 ua y acercarse hasta 2,140 ua. Su excentricidad es 0,095 y la inclinación orbital 3,935 grados. Emplea 1329,35 días en completar una órbita alrededor del Sol.

## Características físicas
La magnitud absoluta de 1998 HB33 es 16,1. 